# Yuki Imamura
Yuki Imamura (今村 優貴 Imamura Yuki?), född 11 juli 1976 i Yamanashi prefektur, är en japansk före detta fotbollsspelare.
Imamura började sin karriär 1999 i Ventforet Kofu. Han avslutade karriären 1999.